# Sudamericana de Aviación
Sudamericana de Aviación fue una aerolínea ecuatoriana que nunca llegó a operar. Tuvo en su flota dos Boeing 737-500 que nunca volaron con esta compañía. 
En febrero de 2015 el gobierno de Rafael Correa embargó uno de sus aviones por adeudar más de 90.000$ en sueldos a sus empleados. El principal accionista de la compañía fue el español Manuel Rodríguez Campo, actual CEO de Aeroregional. 
La compañía pensaba volar desde Latacunga a Guayaquil y a Cuenca, pero las rutas nunca se materializaron.

## Antigua flota
| Aeronaves      | Total | Introducido | Retirado | Matrículas      |
| -------------- | ----- | ----------- | -------- | --------------- |
| Boeing 737-500 | 2     | 2014        | 2015     | HC-COP y HC-CPC |

- El Boeing 737-500 HC-COP operó más tarde para la aerolínea ecuatoriana Línea Aérea Cuencana, la hondureña EasySky y la mexicana Global Air (todas desaparecidas). Desde 2019 sirve en Aeroregional con matrícula HC-CTF.[4]

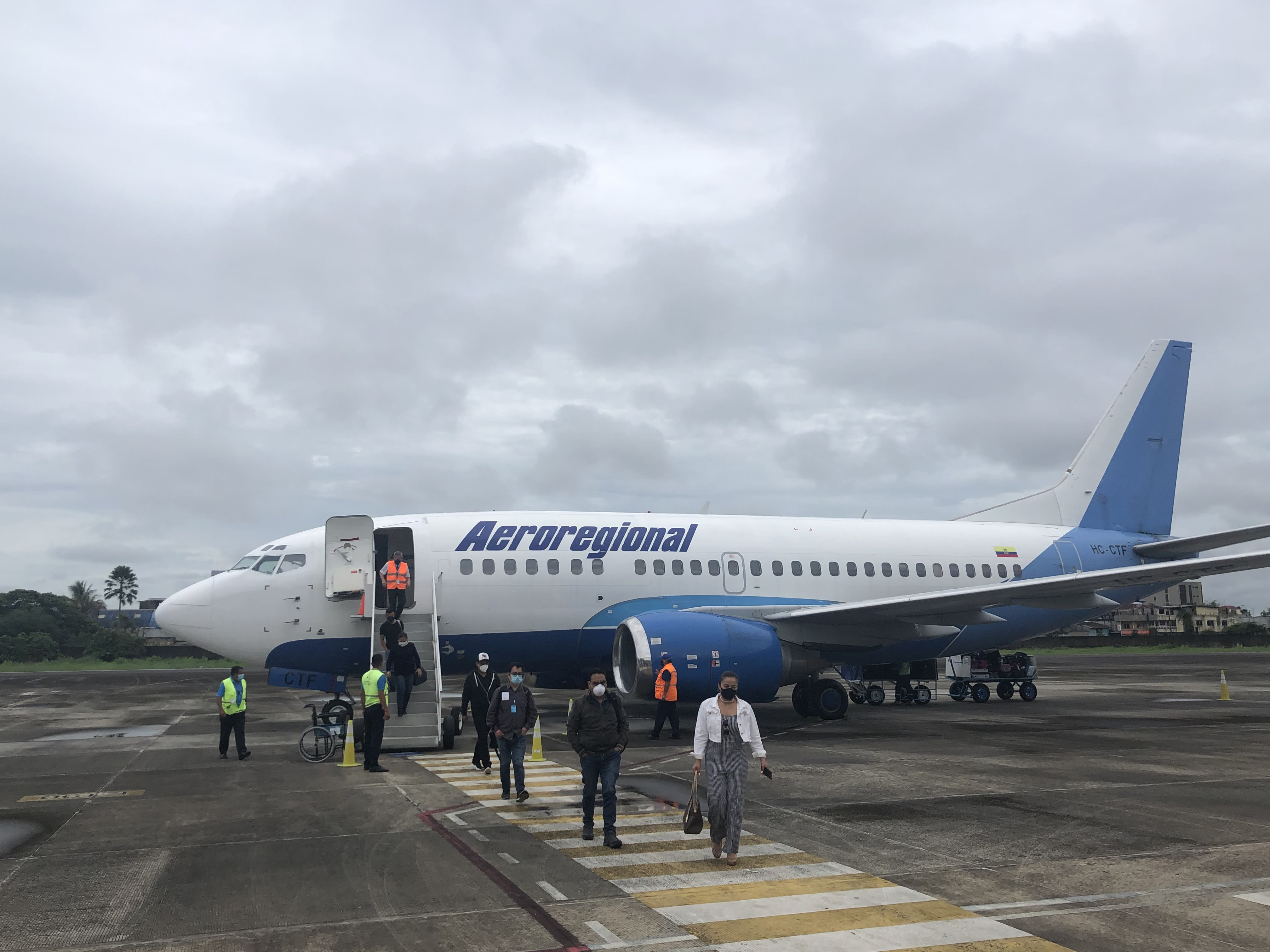
Boeing 737-500 HC-CTF de Aeroregional, con colores muy similares a los de Sudamericana de Aviación.

- El Boeing 737-500 HC-CPC operó más tarde para la aerolínea hondureña EasySky, ya desaparecida. Desde 2018 sirve en Aeroregional con matrícula HC-CUH.[5]